# Johnny Carson
Johnny Carson   (Corning, 23 d'octubre de 1925 - West Hollywood, 23 de gener de 2005) va ser un presentador de televisió, còmic, escriptor i productor nord-americà. És més conegut com a presentador de The Tonight Show Starring Johnny Carson de la cadena nord-americana de televisió NBC. Carson va exercir aquest rol des de 1962 fins al seu retir el 1992. Va rebre sis premis Primetime Emmy, el premi del governador de l'Acadèmia de Televisió de 1980 i un premi Peabody de 1985. Va ser inclòs al Saló de la Fama de l'Acadèmia de Televisió el 1987. Carson va rebre la Medalla Presidencial de la Llibertat el 1992 i va rebre l'Honor del Centre Kennedy el 1993. Carson va ser el mentor dels presentadors David Letterman i Jay Leno. Aquest últim va succeir a Carson en The Tonight Show el 1992.
Durant la Segona Guerra Mundial, Carson va servir a la Marina. Després de la guerra, Carson va començar una carrera a la ràdio. Va passar de la ràdio a la televisió i va seguir a Jack Paar com a presentador del programa de converses nocturns, Tonight. Tot i que el seu espectacle ja va tenir èxit a finals de la dècada de 1960, durant la dècada de 1970, Carson es va convertir en una icona nord-americana i ho va continuar fins i tot després de la seva jubilació el 1992. Va adoptar un enfocament informal i conversacional amb una àmplia interacció amb els convidats, un enfocament iniciat per Arthur. Godfrey i l'anterior programa Tonight Show Steve Allen i Jack Paar, però millorat per l'enginy ràpid de Carson. L'antic amfitrió i amic de la nit David Letterman, així com molts altres, han citat la influència de Carson. És una icona cultural i àmpliament considerat com el rei de la televisió nocturna.
Carson va morir el 23 de gener de 2005, per complicacions d'emfisema, a casa a Malibu, Califòrnia. Tenia 79 anys.

## Biografia
John William Carson va néixer el 23 d'octubre de 1925 a Corning, Iowa, fill de Ruth Elizabeth (Hook) Carson (1901–1985) i Homer Lloyd "Kit" Carson (1899–1983), un gerent de la companyia elèctrica. Era el segon de tres fills. Tenia una germana gran, Catherine "Kit" (Carson) Sotzing (1923-2014) i un germà petit Richard "Dick" Carson (1929-2021). Va créixer a les ciutats properes d'Avoca, Clarinda i Red Oak al sud-oest d'Iowa abans de traslladar-se a Norfolk, Nebraska, a vuit anys. Allà, Carson va créixer i va començar a desenvolupar el seu talent per a l'entreteniment. A 12 anys, Carson va trobar un llibre sobre màgia a casa d'un amic i immediatament va comprar un kit de mag per correu. Després de comprar el kit, Carson va practicar les seves habilitats d'entreteniment amb els membres de la família amb trucs de cartes. Era conegut per seguir els membres de la seva família dient: "Tria una targeta, qualsevol targeta". La mare de Carson li va cosir una capa i la seva primera actuació es va fer davant del Kiwanis Club local. Va debutar com "The Great Carsoni" a catorze anys i li pagaven 3 dòlars per espectacle. Aviat, van seguir moltes altres actuacions en pícnics locals i fires comarcals. Després de graduar-se a l'escola secundària, Carson va tenir la seva primera trobada amb Hollywood. Havia fet autostop a Hollywood, on va ser arrestat i multat amb 50 dòlars per fer-se passar per un guardiamarina, una història que sovint es considera apòcrifa.
Després de formar part de l'Armada, es va graduar a la Universitat de Nebraska el 1949 i a l'any següent es va traslladar a Califòrnia, on va treballar per a la ràdio i diversos programes de televisió. Es va traslladar el 1956 a Nova York, on des 1958-1963 va presentar el concurs televisors Who Do You Trust?, El programa del dia de l'emissora més vista ABC.
Va aparèixer per primera vegada en el Tonight Show el 1958 i va esdevenir el presentador permanent des de 1962 fins a 1992. S'ha convertit en la icona de The Tonight Show, després d'haver dut a terme durant més de 30 anys i sent de fet el conductor que es va presentar durant el major període. Quan es va retirar el 1992, va ser reemplaçat per Jay Leno i va ser tractada gairebé com una institució nacional als Estats Units. De fet, Carson el 1987 va entrar a l'Acadèmia de Televisió Saló de la Fama. També ha guanyat altres premis, incloent sis premis Emmy i un premi George Foster Peabody. Va ser guardonat amb la Medalla Presidencial de la Llibertat (Presidential Medal of Freedom) el 1992 i va rebre el Kennedy Center Honors el 1993. Ha inserit una estrella en el seu propi nom al Passeig de la Fama de Hollywood.
Va estar casat quatre vegades. Les seves esposes van ser: Joan Walcott (1949-1963), Joanne Copeland (1963-1972) Juana Holanda (1972-1985), Missa Alexis (1987-2005). El 19 de març de 1999 a Carson tingué un atac de cor i va morir 23 gener 2005 a les 6:50 am, l'endemà de rebre un regal significatiu de The Tonight Show, conduït per Jay Leno.